# Il messia del diavolo
Il messia del diavolo (Messiah of Evil) è un film statunitense del 1974 co-diretto, co-sceneggiato e co-prodotto da Willard Huyck e Gloria Katz.

## Trama
Rinchiusa in un ospedale psichiatrico a causa degli eventi assurdi da lei descritti, Arietty racconta le vicende che l'hanno condotta a questo epilogo. La donna si era recata presso la cittadina di Point Dume alla ricerca di suo padre, un pittore di cui non ha più notizie da tempo. Mentre si stava recando sul posto, la donna parla con un benzinaio che le sconsiglia di recarsi in tale luogo ma non le dice perché. Arrivata a casa di suo padre, la donna non lo trova: scopre tuttavia alcuni appunti deliranti in cui l'uomo parla di un malessere provato dall'uomo stesso. Arietty inizia a cercare il padre nella cittadina, scoprendo persone molto ostili ma che comunque la indirizzano presso un collezionista d'arte che aveva chiesto proprio di suo padre per comprare alcuni suoi quadri.
Raggiunta la casa di Thom, il collezionista, la donna scopre che l'uomo sta interrogando un barbone circa una leggenda locale: si tratta di un evento che sarebbe accaduto 100 anni prima, quando la luna rossa illuminò la città e generò folle di cannibali dediti al culto di un nuovo dio malvagio. Il barbone va via e Arietty scopre che Thom è in una relazione poliamorosa con due donne, Toni e Laura. Dopo aver saputo da Thom che anche lui non aveva notizie di suo padre, Arietty va via e incontra nuovamente il barbone: l'uomo le intima di uccidere suo padre e incendiarne il corpo per la salvezza della città, apparendo come un folle ai suoi occhi. Tornata a casa, Arietty scopre che anche gli appunti di suo padre parlano dell'evento descritto dal barbone; le sembra inoltre di iniziare a percepire alcuni dei sintomi lamentati da suo padre.
Il giorno dopo, Thom e le sue fidanzate informano Arietty dell'improvvisa morte del barbone, motivo per il quale sono stati interrogati dalla polizia. Il motel presso cui il trio alloggiava li ha conseguentemente cacciati via e nessun altra struttura li ha accettati come clienti, dunque le chiedono ospitalità. La donna accetta, seppur non senza riserva, e presto Thom inizia a sedurre anche lei: ciò scatena l'ira di Laura, che decide di andare via. Dopo uno spaventoso incontro con un uomo che afferma di mangiare topi, Toni inizia a seguire una donna e si ritrova in un supermercato pieno di cannibali, che la divorano viva. Mentre Thom, Arietti e Toni continuano a vivere insieme, la donna sviluppa sempre di più sintomi simili a quelli descritti da suo padre, tra cui la totale insensibilità al dolore. Una sera Toni va al cinema: dapprima sola in sala, si ritrova successivamente circondata da cannibali che la divorano completamente.
Il giorno dopo, Arietty viene informata circa il ritrovamento del cadavere di suo padre in spiaggia: lei e Thom vanno per identificare il corpo, tuttavia le mani tozze del cadavere inducono la donna a pensare che quello non sia realmente suo padre, le cui mani erano estremamente curate. I due restano ancora in città per svolgere ulteriori indagini: Thom viene tuttavia assalito dai cannibali, da cui riesce a fuggire, mentre Arietty si ritrova davanti a suo padre proprio mentre continuava a consultarne gli appunti. L'uomo afferma di essere stato colpito da una maledizione che l'ha reso un predestinato, avente un ruolo cruciale per l'avvento di un nuovo dio malvagio adorato dagli abitanti del posto: la donna, inorridita, reagisce uccidendolo. Poco dopo, orde di adepti iniziano ad attaccare l'abitazione: con loro arriva anche Thom, che viene ferito inavvertitamente a un braccio da Arietty.
Dopo aver lottato con gli adepti ed essere riusciti a scappare, i due si ritrovano in spiaggia: qui sono presenti anche altri adepti, che tuttavia non li attaccano. Arietty e Thom cercano di raggiungere alcune barche a nuoto: l'uomo soccombe nel tentativo, a causa della ferita riportata al braccio che gli impedisce di nuotare con rapidità. Arietty viene invece catturata dagli adepti, che la vestono di bianco e la predispongono per diventare la vittima di un sacrificio. Arriva dunque un uomo apparentemente straniero che, comprendendo come il suo destino sia ormai segnato, decide di permetterle di tornare a casa invece che ucciderla: ritenuta pazza dalla sua comunità per via di quanto racconta, la donna viene dunque rinchiusa in un ospedale psichiatrico, conscia di una verità che il resto del mondo ignora.

## Produzione
Il film è stato girato nel 1971 in California. Il budget speso per produrlo fu inferiore a un milione di dollari.

## Distribuzione
La distribuzione è iniziata nel dicembre 1974, venendo proiettato per la prima volta a Los Angeles nell'aprile 1975. A partire dal 2009, il film è approdato nel mercato home video.

## Accoglienza
Il film è stato spesso oggetto di interesse da parte di noti critici cinematografici, portando a pareri discordanti fra di loro. Mentre Kim Newman ne ha ad esempio lodato le atmosfere peculiari e un'ispirazione alle ambientazioni di H.P. Lovecraft, Kevin Thomas del Los Angeles Times ha stroncato l'opera definendola "soporifera". L'opera ha continuato a generare interesse da parte della critica anche molti decenni dopo la sua pubblicazione: la rivista IndieWire, ad esempio, l'ha inserito in una lista dei "100 migliori film horror di tutti i tempi" redatta nel 2018, posizionandolo al 95º posto.